# Лаврово (Пеновский район)
Лаврово — опустевшая деревня в Пеновском районе Тверской области.

## География
Находится в западной части Тверской области на расстоянии приблизительно 26 км на юг по прямой от районного центра поселка Пено.

## История
Деревня была показана на карте 1825 года. В 1859 году здесь было учтено 5 дворов, в 1939 — 22. До 2020 года входила в Охватское сельское поселение Пеновского района до их упразднения.

## Население
Численность населения: 46 человек (1859 год), 0 как в 2002 году, так и в 2010.